# Référendum constitutionnel luxembourgeois de 2015
Le référendum constitutionnel luxembourgeois de 2015 a lieu le 7 juin 2015 au Luxembourg. La population est amenée à se prononcer de manière consultative sur trois propositions d'amendement de la constitution : l'abaissement de l'âge d'obtention du droit de vote de dix huit à seize ans, l'extension du droit de vote aux étrangers ayant leurs résidence dans le pays, et la limitation à dix ans maximum d'occupation d'un poste de membre du gouvernement par la même personne. Bien que le scrutin soit légalement non contraignant, le gouvernement s'engage à en faire appliquer le résultat.
Les électeurs luxembourgeois rejettent massivement les trois propositions d'amendement, avec un taux de participation très élevé.

## Objets

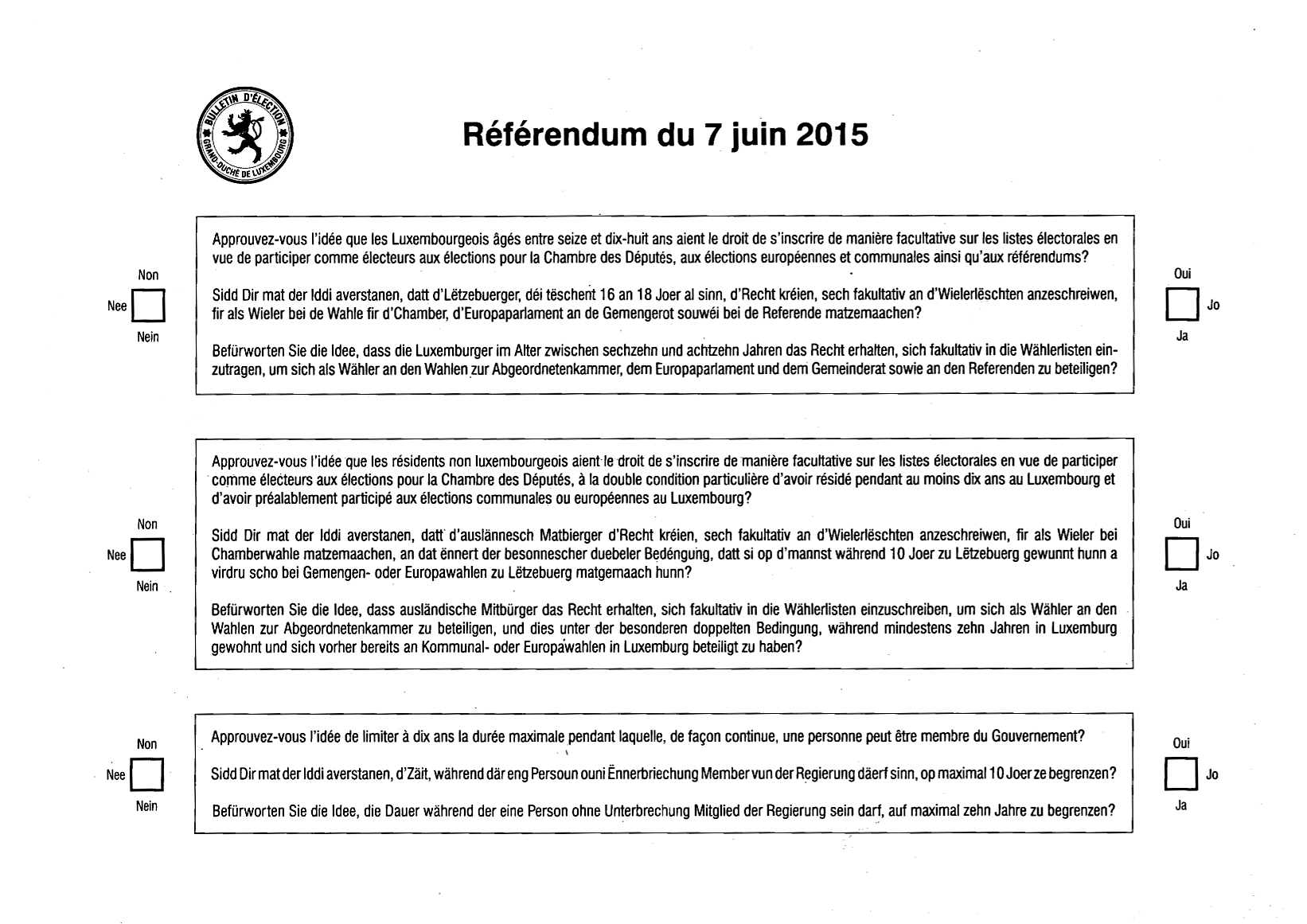
Bulletin de vote pour le référendum de 2015.

La loi du 27 février 2015 organise le référendum du 7 juin. Les questions, formulées en français, en allemand et en luxembourgeois, sont les suivantes :

« Approuvez-vous l'idée que les Luxembourgeois âgés entre seize et dix-huit ans aient le droit de s'inscrire de manière facultative sur les listes électorales en vue de participer comme électeurs aux élections pour la Chambre des Députés, aux élections européennes et communales ainsi qu'aux référendums ? »

« Approuvez-vous l'idée que les résidents non luxembourgeois aient le droit de s'inscrire de manière facultative sur les listes électorales en vue de participer comme électeurs aux élections pour la Chambre des Députés, à la double condition particulière d'avoir résidé pendant au moins dix ans au Luxembourg et d'avoir préalablement participé aux élections communales ou européennes au Luxembourg ? »

« Approuvez-vous l'idée de limiter à dix ans la durée maximale pendant laquelle, de façon continue, une personne peut être membre du Gouvernement ? »

Ces formulations sont entourées d’une case pour le non et suivie d’une autre pour le oui.
À l'origine, le référendum comprenait une quatrième question qui a été retirée à la suite d'un accord entre le gouvernement et les cultes reconnus au Luxembourg en janvier 2015. Celle-ci disposait ainsi :

« Approuvez-vous l’idée que l’État n’ait plus l’obligation de prendre en charge les traitements et pensions des ministres des cultes reconnus ? »

## Campagne référendaire
Les craintes initialement diffuses au sein de la population se sont cristallisées dans la plate-forme virtuelle Nee2015.lu par l’intermédiaire de son initiateur et porte-parole, le professeur de lycée Fred Keup. La plate-forme a rapidement été considérée par la population et les médias comme la principale forteresse des réfractaires à l’extension du droit de vote aux étrangers. À juste titre elle se réclame être au centre des préoccupations politiques des citoyens (mir sin déi politesch mëtt). Le camp du non a été rejoint par le Parti réformiste d'alternative démocratique (ADR), qui est le principal parti souverainiste du pays et, après quelques tergiversations, par le plus grand parti politique du pays, le Parti populaire chrétien-social (CSV), auquel appartient le président de la Commission européenne Jean-Claude Juncker.
| Position | Partis                                      | Partis                          |
| -------- | ------------------------------------------- | ------------------------------- |
| Pour     |                                             | Parti démocratique              |
| Pour     | Parti ouvrier socialiste luxembourgeois     |                                 |
| Pour     | Les Verts                                   |                                 |
| Pour     | La Gauche                                   |                                 |
| Contre   |                                             | Parti populaire chrétien-social |
| Contre   | Parti réformiste d'alternative démocratique |                                 |

## Résultats
Les électeurs luxembourgeois rejettent massivement les trois propositions de réforme, avec un taux de participation très élevé,.
| Choix                    | Droit de vote à seize ans | Droit de vote à seize ans | Droit de vote aux étrangers | Droit de vote aux étrangers | Mandat de dix ans maximum | Mandat de dix ans maximum |
| Choix                    | Votes                     | %                         | Votes                       | %                           | Votes                     | %                         |
| ------------------------ | ------------------------- | ------------------------- | --------------------------- | --------------------------- | ------------------------- | ------------------------- |
| Pour                     | 40 102                    | 19,01                     | 46 031                      | 21,82                       | 62 835                    | 29,78                     |
| Contre                   | 169 899                   | 80,52                     | 163 362                     | 77,42                       | 146 096                   | 69,24                     |
| Sans réponse             | 1 010                     | 0,48                      | 1 618                       | 0,77                        | 2 080                     | 0,99                      |
|                          |                           |                           |                             |                             |                           |                           |
| Votes valides            | Votes valides             | Votes valides             | Votes valides               | Votes valides               | 211 011                   | 98,22                     |
| Votes blancs et nuls     | Votes blancs et nuls      | Votes blancs et nuls      | Votes blancs et nuls        | Votes blancs et nuls        | 3 825                     | 1,78                      |
| Total                    | Total                     | Total                     | Total                       | Total                       | 214 836                   | 100                       |
| Abstention               | Abstention                | Abstention                | Abstention                  | Abstention                  | 32 138                    | 13,01                     |
| Inscrits / Participation | Inscrits / Participation  | Inscrits / Participation  | Inscrits / Participation    | Inscrits / Participation    | 246 974                   | 86,99                     |

Octroi du droit de vote à partir de seize ans :
| Pour 40 102 (19,01 %) |  |  |  | Contre 169 899 (80,52 %) |
| ▲                     |  |  |  |                          |
| Majorité absolue      |  |  |  |                          |

Octroi du droit de vote pour les résidents étrangers :
| Pour 46 031 (21,82 %) |  |  |  | Contre 163 362 (77,42 %) |
| ▲                     |  |  |  |                          |
| Majorité absolue      |  |  |  |                          |

 Limitation à dix ans des mandats pour les membres du Gouvernement :
| Pour 62 835 (29,78 %) |  |  |  | Contre 146 096 (69,24 %) |
| ▲                     |  |  |  |                          |
| Majorité absolue      |  |  |  |                          |

 Taux de participation :
| Taux de participation (86,99 %) |  |  | Taux d'abstention (13,01 %) |
| ▲                               |  |  |                             |
| Majorité absolue                |  |  |                             |